# Герасимов, Юрий Викторович
Юрий Викторович Герасимов (17 мая 1958, Колпино, Ленинград, СССР) — советский футболист, нападающий и российский тренер. Мастер спорта СССР (1980). Рекордсмен «Зенита» по количеству забитых голов в кубках СССР.

## Биография
Воспитанник клуба «Ижорец» в Колпино. Первый тренер — Владимир Александрович Плуцинский. Помимо футбола, Герасимов в юношеские годы играл в хоккей со своим товарищем по «Ижорцу», ставшим в дальнейшем одним из сильнейших хоккеистов СССР Николаем Дроздецким.
Карьеру начал в Ленинграде, где выступал за «Динамо» (1977—1979) и «Зенит» (1980—1987), в составе которого стал чемпионом СССР 1984 года и бронзовым призёром чемпионата 1980 года.
Затем играл за воронежский «Факел» (1987), ярославский «Шинник» и ленинградское «Динамо» (1988), горьковский «Локомотив» (1989), тольяттинскую «Ладу» (1990) и санкт-петербургский «Локомотив» (1992—1993), в котором затем в 1994—2000 годах работал тренером.
После 2000 года работал в охранном агентстве «СТАФ-Альянс» и там же тренировал мини-футбольную команду агентства, которая неоднократно становилась чемпионом Санкт-Петербурга, а также играла в высшей лиге чемпионата России.
Один из основателей МФК «Динамо» СПб.

## Достижения
- Чемпион СССР 1984 года
- Бронзовый призёр чемпионата СССР 1980 года
- Обладатель Кубка сезона 1985 года
- В списке 33-х лучших футболистов сезона в СССР: № 3 — 1980